# Elsi Katainen
Elsi Kaarina Katainen, född 17 december 1966, är en finländsk politiker och ledamot av Europaparlamentet (MEP). Hon är medlem i Centern i Finland, en del av Alliansen liberaler och demokrater för Europa.

## Parlamentarisk verksamhet
Katainen var ledamot av Finlands riksdag från 2007 till 2018.
Katainen deltog i Europaparlamentsvalet i Finland 2014, men blev inte vald. Men sedan ledamoten Hannu Takkula hade utsetts till Europeiska revisionsrätten i mars 2018 tog Katainen sin plats i Europaparlamentet under återstoden av mandatperioden. Från 2018 till 2019 var hon ledamot i Kommittén för internationell handel. Sedan valet 2019 har hon suttit i Utskottet för jordbruk och landsbygdsutveckling.
Utöver sina utskottsuppdrag ingår Katainen i parlamentets delegation till den parlamentariska samarbetskommittén EU–Ryssland. Hon är också medlem i Europaparlamentets intergrupp för klimatförändringar, biologisk mångfald och hållbar utveckling och gruppen MEPs Against Cancer.
Som föredragande för ett yttrande om Horisont Europa i det icke-ledande utskottet för jordbruk, förespråkade Katainen ett uppdrag "Koldioxidneutrala, motståndskraftiga, näringsrika och noll-avfallsmatsystem senast 2035", för grundforskning och för skogsbrukets roll i en biocirkulär ekonomi.

## Utmärkelser
- Riddartecknet av Finlands Lejons orden,  6 december 2013[7]
- Riddartecknet av I klass av Finlands Lejons orden,  6 december 2022[8]

[Redigera Wikidata]